# In fuga a quattro zampe
In fuga a quattro zampe (Homeward Bound: The Incredible Journey) è un film statunitense del 1993 diretto da Duwayne Dunham.
Si tratta del remake del film L'incredibile avventura, girato in live action e uscito nel 1963. Questo film è a sua volta ispirato dall'omonimo romanzo di Sheila Burnford del 1961.

## Trama
Chance è un cucciolo di bulldog americano appartenente a Jamie, l'ultimo dei tre figli di Laura Burnford, insieme al fratello Peter e la sorella Hope. A loro appartengono rispettivamente Shadow, un anziano e saggio Golden retriever, e Sassy, una altezzosa gatta himalayana. A seguito del matrimonio della madre con il professore universitario Robert "Bob" Seaver, la famiglia è costretta a trasferirsi per un periodo a San Francisco, durante il quale gli animali resteranno al ranch di Kate, ex compagna di università di Laura. Chance, che prima di allora era stato un randagio, inizia a sperare di avere finalmente trovato una famiglia. Tuttavia, dopo che lui, Shadow e Sassy vengono lasciati al ranch, crede di essere stato nuovamente abbandonato, mentre gli altri animali sono convinti che la famiglia tornerà a prenderli. Dopo che Kate deve allontanarsi per questioni di lavoro, Chance, Shadow e Sassy vengono chiusi in un recinto e lasciati soli (inconsapevoli del fatto che sarebbe arrivato più tardi il suo vicino Frank per badare a loro).
Gli animali quindi decidono di fuggire e tornare a casa. Frattanto, Frank non si accorge della loro assenza in quanto il biglietto che Kate gli aveva lasciato è caduto dal tavolo e lui legge il foglio sottostante, credendo che la vicina abbia portato i cani e il gatto con sé. Chance, Shadow e Sassy intanto si muovono a vuoto nei boschi sulla catena montuosa delle Sierras, finché, un giorno Sassy non finisce accidentalmente nel fiume, per poi cadere giù da una cascata. Una volta accortasi della fuga degli animali, Kate informa Laura, e la notizia rattrista molto i suoi figli. Peter incolpa di ciò Bob, affermando che avrebbero dovuto portarli con loro. Sentendosi effettivamente in colpa, lui stampa dei volantini di ricompensa e inizia a mandarli per la città, sperando di riuscire a ritrovarli. Frattanto, Shadow e Chance riescono a scampare all'attacco di un puma, per poi ricongiungersi con Sassy, la quale era stata soccorsa da un anziano montanaro. Dopo aver mangiato del pesce pescato da Sassy, Chance viene colpito da un ursone, i cui aculei gli si conficcano nel muso.
Peter nel frattempo, inconsapevole di ciò che ha fatto Bob, tenta anche lui di cercare gli animali rivolgendosi alla polizia, i quali gli danno appunto il consiglio di affiggere volantini. Tornato a casa, trova uno dei volantini stampati da Bob e inizia a ricredersi sul patrigno. Shadow, Sassy e Chance una sera trovano una bambina smarrita, e riescono a riportarla dai genitori. In questo stesso momento, le guardie forestali li riconoscono e informano immediatamente la famiglia. Tuttavia, essendo stati portati in un canile in attesa che li vengano a riprendere, Chance, Shadow e Sassy fuggono nuovamente e la famiglia rimane nuovamente molto delusa. Durante la strada, transitando per una ferrovia, Shadow cade in una buca scavata sotto delle rotaie e non riesce a uscire a causa della vecchiaia, seppure Chance continui a spronarlo a tentare.
La famiglia nel frattempo è tornata nella loro vecchia casa. Mentre giocano nel giardino, i ragazzi iniziano ad accettare Bob come nuovo papà e gli animali tornano tutti e tre a casa. Nella scena finale, Chance afferma che finalmente aveva trovato la famiglia che desiderava.

## Sequel
Il film ha un sequel dal titolo Quattro zampe a San Francisco, uscito nel 1996 e diretto da David R. Ellis.